# 李季谷
李季谷（1895年—1968年），原名宗武，浙江绍兴人，华东师范大学历史系教授，国立台湾师范大学首任校长。

## 生平
1917年毕业于浙江省立第一师范学校。1920年赴日本留学，在东京高等师范学校学习外国史。1924年回国后任教于南开大学，一年后转任北京大学历史系教授，并加入改组后的中国国民党。后赴英国留学，入伦敦剑桥大学研究院。1938年赴兰州西北联合大学，任教授兼历史系主任。1939年任广州中山大学教授。1941年任成都四川大学教授。1946年台湾省立师范学院在台北成立，李季谷出任首任院长。1948年6月任浙江省教育厅厅长。

### 中華人民共和國時期
中华人民共和国成立后，专任上海华东师范大学历史系教授。李季谷在“文革”期间遭受批斗，于1968年7月25日投入华东师范大学校园内的丽娃河自杀，终年74岁。